# Хэкчекит-Сэнэ
Хэкчекит-Сэнэ (также Хэкчэкиит-Сээнэ) — река в Красноярском крае России.

## Общая информация
Протекает по территории Эвенкийского района. Вытекает из озера Хэкчекит на востоке плато Путорана на высоте 693 м над уровнем моря. В верховьях течёт в межгорной ложбине на восток, после впадения реки Таях-Бестах направление меняется на южное. Не достигая озера Делингдэ, река делает петлю и начинает течь на север. После впадения Хаикты русло поворачивает на восток. В левобережье нижнего течения — несколько озёр, крупнейшее из которых озеро Усун-Кюель. Впадает в реку Чангада в 141 км от её устья по правому берегу на высоте менее 278 м над уровнем моря. Ширина в нижнем течении — около 70 м при глубине 0,9 м. 
Длина реки составляет 139 км, площадь водосборного бассейна — 2100 км². Населённых пунктов на реке нет.
Основные притоки — Хаикта (лв), Таях-Бестах (лв).

## Данные водного реестра
По данным государственного водного реестра России и геоинформационной системы водохозяйственного районирования территории РФ, подготовленной Федеральным агентством водных ресурсов:
- Бассейновый округ — Енисейский
- Речной бассейн — Хатанга
- Речной подбассейн — Котуй
- Водохозяйственный участок — Котуй
- Код водного объекта — 17040200112117600010804